# Le certezze del dubbio
Le certezze del dubbio è un romanzo autobiografico di Goliarda Sapienza, pubblicato nel 1987 da Pellicanolibri.

## Edizioni e traduzioni
- Le certezze del dubbio, postfazione di Angelo Pellegrino, Catania, Pellicanolibri, 1987,  pp. 193.
- Le certezze del dubbio, Milano, Rizzoli, 2007,  pp. 189, ISBN 978-88-17-01660-5.
- Le certezze del dubbio, Torino, Einaudi, 2013,  pp. 169, ISBN 978-88-06-21172-1.
- (FR) Les certitudes du doute, traduzione di Nathalie Castagné, Paris, Le Tripode, 2015,  pp. 228, ISBN 9782370550453.[1]
- (FR) Le certezze del dubbio, traduzione di Nathalie Castagné, Paris, Le Tripode, 2020,  pp. 196, ISBN 9782370552341.